# Jean Hostains
Jean Jules Édouard Hostains (Tlemcen en Algérie, 16 novembre 1863 - après 1932) est un administrateur colonial et explorateur français.

## Biographie
Bachelier ès lettres, il devient administrateur en Côte d'Ivoire du poste de Tabou. Il est alors chargé d'une mission de reconnaissance du cours du Cavally (1897) dans le but d'établir la frontière entre la Côte d'Ivoire et le Liberia. Il atteint alors les premiers rapides puis continue par la rive droite du fleuve jusqu'à cent vingt kilomètres de son embouchure. 
En 1899-1900, en compagnie d'Henri d'Ollone, il explore le même secteur. Partit de Béréby, il atteint N'Zo et revient par Beyla (haute Guinée), le Fouta Djalon et Konakry. 
Le récit de l'expédition, Mission Hostains-d'Ollone. De la Côte d'Ivoire au Soudan et à la Guinée (1901) a été écrit par d'Ollone.
Hostains sert ensuite comme consul de France à Bissau.

## Distinction
- Chevalier (1901) sur recommandations de Louis-Gustave Binger, puis officier (1932) de la Légion d'honneur[1].